# Chłopska Rosja - Robotnicza Partia Chłopska
Chłopska Rosja – Robotnicza Partia Chłopska (ros. Крестьянска Россия – Трудовая Крестьянская Партия) – emigracyjne rosyjskie ugrupowanie polityczne działające w okresie międzywojennym.

## Zarys historyczny
W 1921 r. z inicjatywy b. członka kierownictwa Partii Socjalistów-Rewolucjonistów Siergieja S. Masłowa powstała w Pradze organizacja Chłopska Rosja, przekształcona w 1927 r. w partię polityczną pod nazwą Chłopska Rosja – Robotnicza Partia Chłopska. Do jej założycieli – oprócz S.S. Masłowa (sekretarza generalnego) – należeli inni b. działacze eserowscy Andriej A. Argunow, Wasilij F. Butienko, Alfred L. Bem. Formalne przywództwo sprawował A.A. Argunow, ale faktycznym liderem był bardziej aktywny S.S. Masłow. Oddziały ugrupowania zorganizowano – oprócz Czechosłowacji – w Polsce, Jugosławii, państwach bałtyckich i na Dalekim Wschodzie. Do 1930 r. powstały 22 zagraniczne grupy i 10 przygranicznych punktów łączności z terytorium ZSRR, ulokowanych w 6 krajach. Organami prasowymi były pisma "Вестник Крестьянской России", przemianowany w 1933 r. na "Знамя России" i "Крестьянская Россия". Program ugrupowania zakładał obalenie władzy bolszewickiej, nie reprezentującej faktycznie interesów rosyjskiego chłopstwa, w celu wprowadzenia władzy demokratycznej. Główną rolę w przyszłej Rosji mieli odgrywać chłopi. Doprowadziłoby to do wyprowadzenia warstwy chłopskiej z biedy i ciemnoty. Jednym z głównych celów S.S. Masłowa było przeniesienie działalności partii na terytorium ZSRR, aby od środka obalić władzę bolszewików. Wiadomo, że w 1937 r. w Wołogdzie powstała nielegalna partia pod nazwą Robotnicza Partia Chłopska, choć nie do końca jest wyjaśnione, jakie miała powiązania z emigracyjną Chłopską Rosją – Robotniczą Partią Chłopską. Działalność ugrupowania zakończyła się w 1939 r.